# Ceroplastes ficus
Ceroplastes ficus är en insektsart som beskrevs av Robert Newstead 1910. Ceroplastes ficus ingår i släktet Ceroplastes och familjen skålsköldlöss. Inga underarter finns listade i Catalogue of Life.